# 블레킹에주

블레킹에 주의 문장

블레킹에 주의 위치

블레킹에주(스웨덴어: Blekinge län)는 스웨덴 남부에 위치한 주로 주도는 칼스크로나이며 면적은 2,941km2, 인구는 153,131명(2011년 기준)이다. 서쪽으로는 스코네주, 북쪽으로는 크로노베리주, 칼마르주와 접하며 남쪽과 동쪽으로는 발트해와 접한다.

## 자치시

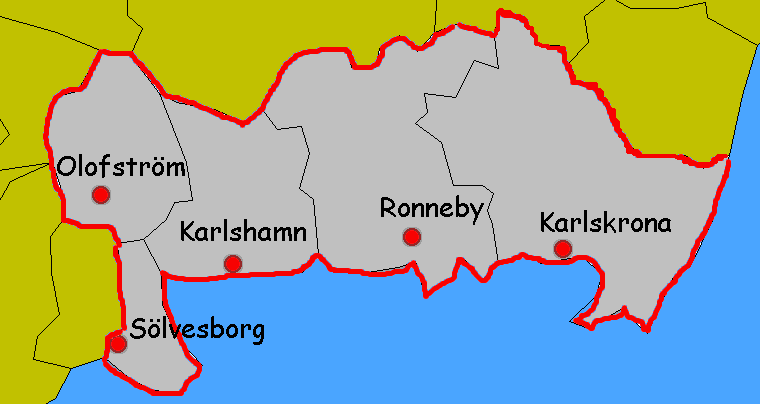
블레킹에 주의 자치시

블레킹에주는 5개 자치시로 구성되어 있다.
- 칼스함시 (Karlshamn)
- 칼스크로나시 (Karlskrona)
- 올로프스트룀시 (Olofström)
- 론네뷔시 (Ronneby)
- 쇨베스보리시 (Sölvesborg)